# Associazione Calcio Sangiustese 2009-2010
Questa pagina raccoglie le informazioni riguardanti l'Associazione Calcio Sangiustese nelle competizioni ufficiali della stagione 2009-2010.

## Rosa
| N. |                   | Ruolo | Calciatore            |
| -- | ----------------- | ----- | --------------------- |
|    | Italia (bandiera) | P     | Daniel Pandolfi       |
|    | Italia (bandiera) | P     | Alessio Recchi        |
|    | Italia (bandiera) | D     | Giuseppe Aquino       |
|    | Italia (bandiera) | D     | Luca Arcolai          |
|    | Italia (bandiera) | D     | Luca Bordoni          |
|    | Italia (bandiera) | D     | Andrea Carboni        |
|    | Italia (bandiera) | D     | Paolo Chiavaroli      |
|    | Italia (bandiera) | D     | Stefano Fraternali    |
|    | Italia (bandiera) | D     | Enrico Finucci        |
|    | Italia (bandiera) | D     | Antonio Di Emma       |
|    | Italia (bandiera) | C     | Alberto Maria Carelli |
|    | Italia (bandiera) | C     | Elias Carlini         |
|    | Italia (bandiera) | C     | Samuele Foglini       |
|    | Italia (bandiera) | C     | Samuel Ledda          |

| N. |                   | Ruolo | Calciatore          |
| -- | ----------------- | ----- | ------------------- |
|    | Italia (bandiera) | C     | Loris Lorini        |
|    | Italia (bandiera) | C     | Matteo Monti        |
|    | Italia (bandiera) | C     | Luca Pigini         |
|    | Italia (bandiera) | C     | Alessandro Polinesi |
|    | Italia (bandiera) | C     | Stefano Bagalini    |
|    | Italia (bandiera) | C     | Fabio Rovrena       |
|    | Italia (bandiera) | C     | Daniele Vitali      |
|    | Italia (bandiera) | C     | Fabio Scarsella     |
|    | Italia (bandiera) | A     | Giorgio Galli       |
|    | Italia (bandiera) | A     | Fabio Gentili       |
|    | Italia (bandiera) | A     | Ciro Iazzetta       |
|    | Italia (bandiera) | A     | Francesco Mancini   |
|    | Italia (bandiera) | A     | Vincenzo Bove       |

## Risultati

### Campionato

#### Girone di andata
| 23 agosto 2009 1ª giornata | Sacilese | 2 – 1 | Sangiustese |  |

| 30 agosto 2009 2ª giornata | Sangiustese | 1 – 0 | Fano |  |

| 6 settembre 2009 3ª giornata | Celano | 1 – 0 | Sangiustese |  |

| 13 settembre 2009 4ª giornata | Sangiustese | 0 – 3 | Itala San Marco |  |

| 20 settembre 2009 5ª giornata | Carrarese | 0 – 2 | Sangiustese |  |

| 27 settembre 2009 6ª giornata | Sangiustese | 1 – 2 | Pro Vasto |  |

| 4 ottobre 2009 7ª giornata | Poggibonsi | 0 – 1 | Sangiustese |  |

| 11 ottobre 2009 8ª giornata | Sangiustese | 0 – 0 | Gubbio |  |

| 18 ottobre 2009 9ª giornata | San Marino | 2 – 1 | Sangiustese |  |

| 25 ottobre 2009 10ª giornata | Sangiustese | 0 – 1 | Giacomense |  |

| 1º novembre 2009 11ª giornata | Prato | 3 – 2 | Sangiustese |  |

| 8 novembre 2009 12ª giornata | Sangiustese | 1 – 0 | Nocerina |  |

| 15 novembre 2009 13ª giornata | Bassano Virtus | 0 – 0 | Sangiustese |  |

| 22 novembre 2009 14ª giornata | Sangiustese | 3 – 2 | Colligiana |  |

| 29 novembre 2009 15ª giornata | Bellaria Igea Marina | 1 – 2 | Sangiustese |  |

| 6 dicembre 2009 16ª giornata | Sangiustese | 1 – 1 | Sangiovannese |  |

| 13 dicembre 2009 17ª giornata | Lucchese | 3 – 0 | Sangiustese |  |

#### Girone di ritorno
| 20 dicembre 2009 18ª giornata | Sangiustese | 1 – 1 | Sacilese |  |

| 10 gennaio 2010 19ª giornata | Fano | 0 – 2 | Sangiustese |  |

| 17 gennaio 2010 20ª giornata | Sangiustese | 1 – 2 | Celano |  |

| 24 gennaio 2010 21ª giornata | Itala San Marco | 0 – 2 | Sangiustese |  |

| 31 gennaio 2010 22ª giornata | Sangiustese | 0 – 2 | Carrarese |  |

| 14 febbraio 2010 23ª giornata | Pro Vasto | 2 – 2 | Sangiustese |  |

| 21 febbraio 2010 24ª giornata | Sangiustese | 2 – 2 | Poggibonsi |  |

| 28 febbraio 2010 25ª giornata | Gubbio | 2 – 0 | Sangiustese |  |

| 7 marzo 2010 26ª giornata | Sangiustese | 3 – 0 | San Marino |  |

| 14 marzo 2010 27ª giornata | Giacomense | 0 – 1 | Sangiustese |  |

| 28 marzo 2010 28ª giornata | Sangiustese | 0 – 2 | Prato |  |

| 3 aprile 2010 29ª giornata | Nocerina | 1 – 0 | Sangiustese |  |

| 11 aprile 2010 30ª giornata | Sangiustese | 2 – 0 | Bassano Virtus |  |

| 18 aprile 2010 31ª giornata | Colligiana | 2 – 1 | Sangiustese |  |

| 25 aprile 2010 32ª giornata | Sangiustese | 1 – 0 | Bellaria Igea Marina |  |

| 2 maggio 2010 33ª giornata | Sangiovannese | 1 – 3 | Sangiustese |  |

| 9 maggio 2010 34ª giornata | Sangiustese | 1 – 1 | Lucchese |  |